# Будяк кучерявий
Будяк кучерявий (Carduus crispus) — вид рослин з родини айстрових (Asteraceae), поширений у помірній Європі й Азії.

## Опис
Дворічна трав'яниста рослина 50–200 см заввишки. Стебло розгалужене, ширококриле, колюче, шерстисте, сірувате; шипи максимум 2.5 мм завдовжки, досить м'які. Листки довгасто-овальні, неглибоко-виїмчасто-роздільні або лопатеві, вгорі часто цілісні й трохи колючі. Обгортка 10–15 мм в діаметрі (з розчепіреними листочками), розсіяно-павутиниста. Квітконоси виходять з пазухи листків, здебільшого до самого верху колючі, крилаті, густо запушені. Квіткові кошики розміщені в щільних кластерах по 3–5. Квіткові кошики мають довжину від 1.5 до 2.5 см Квітки малиново-пурпурові. Сім'янки 2.8–3.2 мм завдовжки, коричневі; чубчик 10–11 мм довжиною, білуватий, дуже крихкий. 2n = 16.

## Поширення
Поширений у помірній Європі й Азії; натуралізований в Індії, на півдні Канади, у східній частині США.
В Україні вид зростає в чагарниках, на узліссях, як бур'ян на городах і в садах переважно в тінистих вологих місцях — на всій території (в Криму — в Присивашші, на Керченському півострові й у передгір'ях, зрідка); медоносна, харчова, олійна, лікарська рослина.

## Галерея

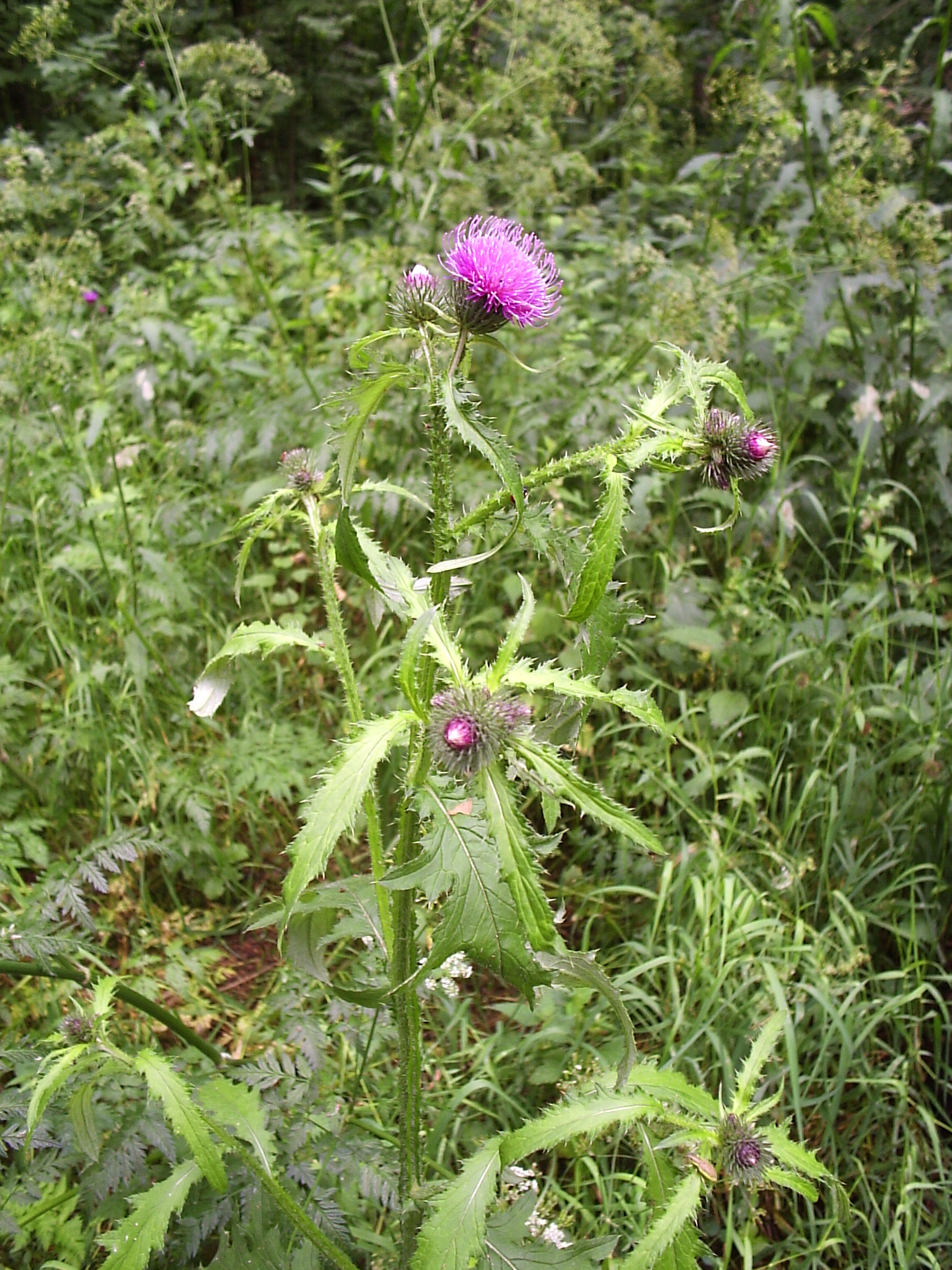
рослина в середовищі проживання
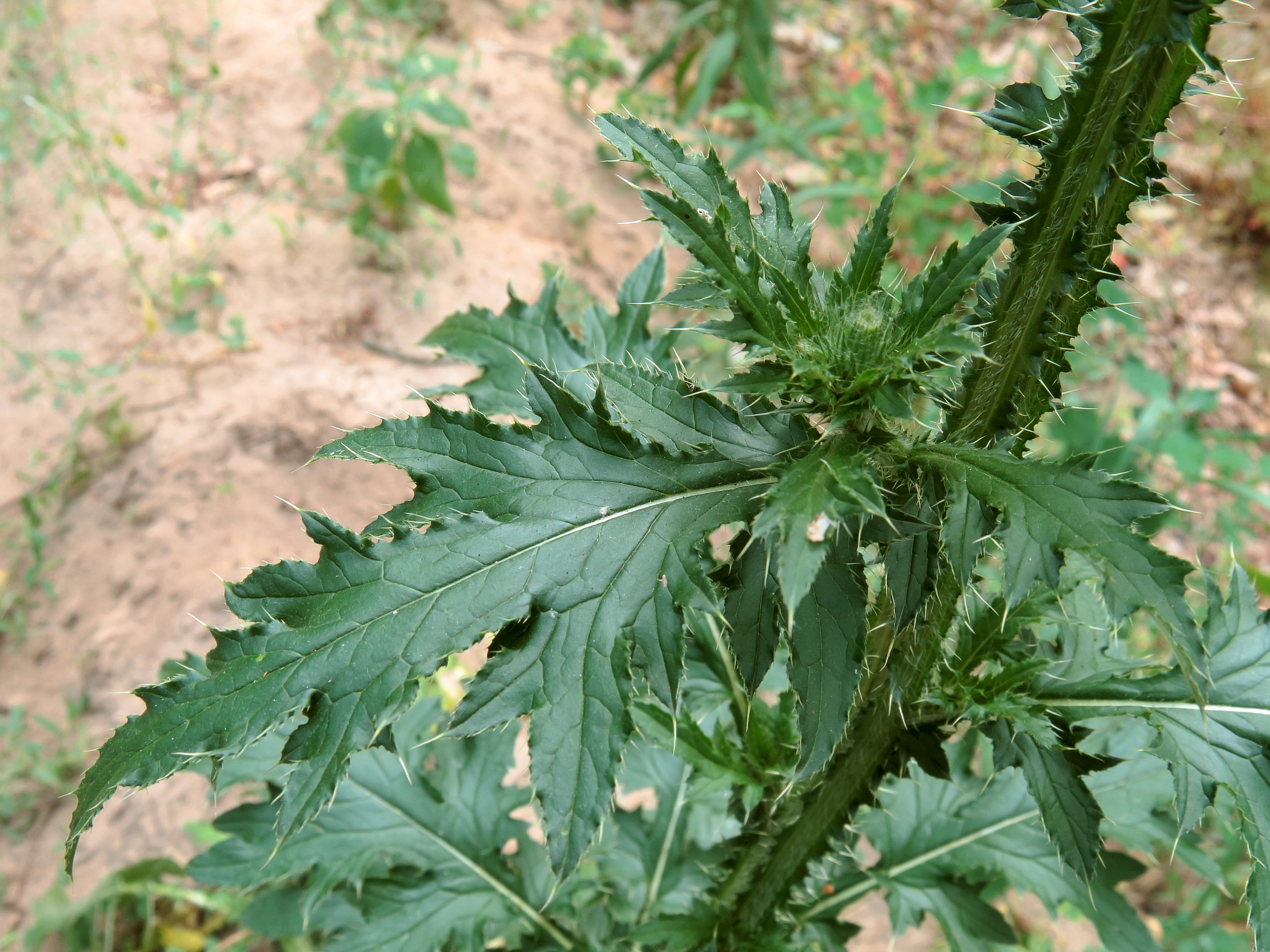
стебло й листя (м. Коцюбинське, Київ)
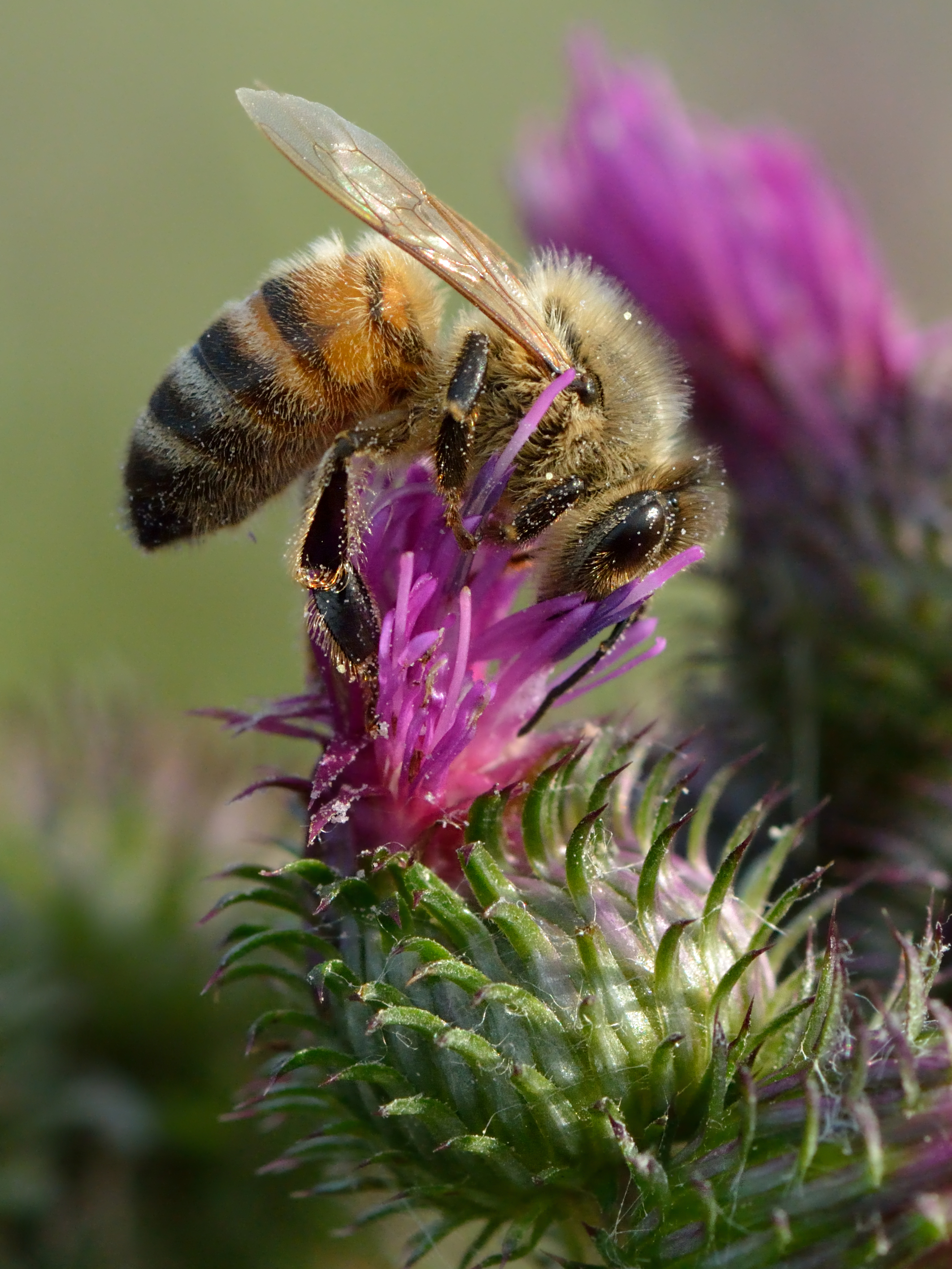
запилення за допомогою Apis mellifera
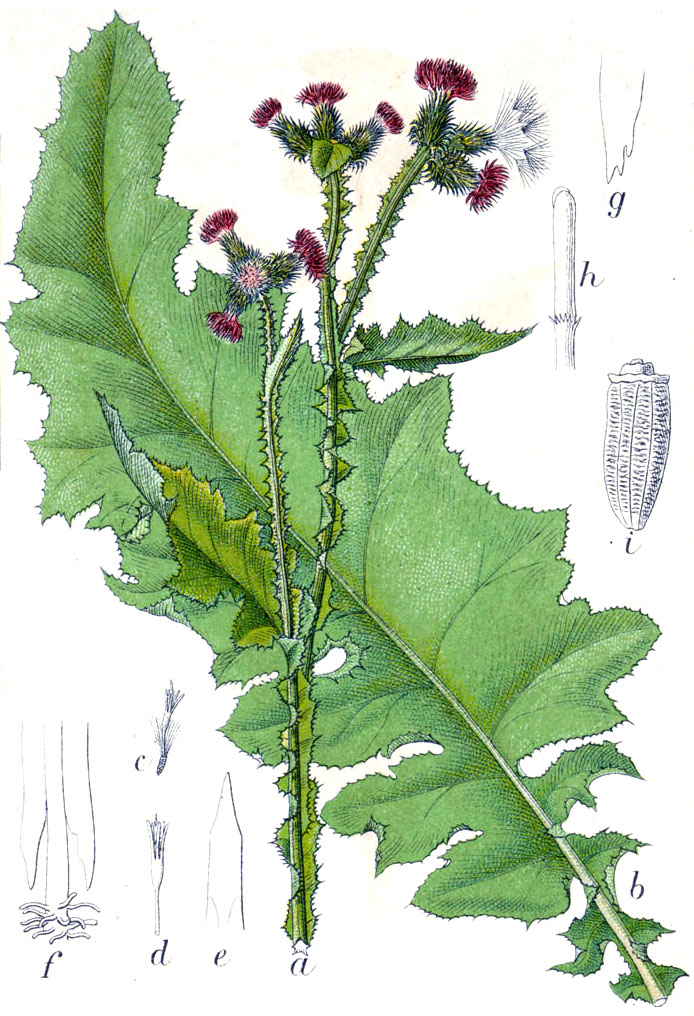
ілюстрація